# 才恵加
才恵加（さえか、別名義：sae、6月23日 - ）は、宮城県出身のサックス奏者尚美ミュージックカレッジ専門学校卒業。都内を中心にセッションやリーダーライブを精力的に行っている。

## 来歴
小学校のときにクラリネットを始め、次第にジャズ、ポップスの世界に魅了されていく。高校進学を機に、本格的にサクソフォーンを専攻。2009年にInstrumentalバンド「Bye Bye Boy」結成。フロントマンとしてライブハウスを拠点に活動、2012年2月に初のミニアルバム『MAKE A STORY』をリリース。ソロミュージシャンとしても、都内ライブハウスにてリーダー・ライブ、テレビ東京『歌の楽園』レギュラー出演の他、SCANDAL『BABY ACTION』ツアーサポートなど、数多くセッションを経験する。2017年には初のメジャー・ソロ・アルバム『pierce』をリリース。アニメ『ゆるゆり』では作詞・作曲を手がける。

## 主な活動
- ハロー!プロジェクト「SATOUMI movement」M1.ダイヤレディー『レディーマーメイド』（演奏 / Feat.Saxophone Ver. MV出演）
- 「みんなの声（うた）～若いってすばらしい～」M5. 戸田恵子『街の灯り』 M14. 松原健之『たしかなこと』
- SCANDAL 3rd album「BABY ACTION」 M6.アップルたちの伝言
  - VIRGIN HALL TOUR 「BABY ACTION」渋谷公会堂公演にてゲストプレイヤーで参加
- 「LOVERS CAFE -NONSTOP」DJ MIX- Mixed by DJ Mike-MasaVarious Artists
  - M16. Life (Have Faith Re:mix)
  - M37. September(Swing It! Re:mix)
- ByeByeBoyオリジナルアルバム「MAKE A STORY」
- 宮崎美子のすずらん本屋堂BS11オープニングテーマ
- 成田梨紗「WATASI」心の扉（作詞）
- テレビ東京「歌の楽園」レギュラー出演
- ゆるゆりのうたシリーズ♪ - 02「ごゆるりワールド」2曲目「クールナンバー」作詞、03「ミラクるゆるくる1・2・3」1曲目「ミラクるゆるくる1・2・3」作詞・作曲、2曲目「キラキラ☆everyday」作詞をsae名義で担当[2]
- ごらく部、愛と勇気と希望と友情のテーマ（作詞）共作 歌：七森中☆ごらく部
- YURUYURI♪1st.Series Best Album 「ゆるゆりずむ♪」収録曲「じゃんぷ!」（作詞）歌：七森中☆ごらく部
- ゆるゆり♪♪
  - EDテーマ「100％ちゅ～学生」（作詞）共作 歌：七森中☆ごらく部
  - みゅ～じっく02「あのねっ!」（作詞） 歌：吉川ちなつ（CV:大久保瑠美）
- ゆるゆりでゅえっとそんぐ「恋のダブルパンチ」（作詞）共作 歌：さくひま＊ひまさく ［大室櫻子：CV.加藤英美里／古谷向日葵：CV.三森すずこ］

## メディア出演

### テレビ
- BS12歌謡ナイト jazzyなライブショー（2015年10月6日 - 、ワールド・ハイビジョン・チャンネル）